# Gregório Paixão Neto
Gregório Paixão Neto OSB (ur. 3 listopada 1964 w Aracaju) – brazylijski duchowny katolicki, biskup Petrópolis w latach 2012–2023, arcybiskup Fortalezy od 2023.

## Życiorys

### Prezbiterat
7 grudnia 1986 złożył śluby zakonne w zgronadzeniu benedyktynów. 21 marca 1993 otrzymał święcenia kapłańskie z rąk kardynała Lucasa Moreiry Nevesa. Pracował przede wszystkim w klasztorze São Bento i był wykładowcą w klasztornym kolegium. Od 2000 był także konsultorem ekonomicznym archidiecezji São Salvador.

### Episkopat
7 czerwca 2006 został mianowany biskupem pomocniczym archidiecezji São Salvador, ze stolicą tytularną Ficus. Sakry biskupiej udzielił mu 29 lipca 2006 kardynał Geraldo Majella Agnelo.
10 października 2012 papież Benedykt XVI mianował go biskupem ordynariuszem diecezji Petrópolis. Ingres odbył się 16 grudnia 2012.
11 października 2023 papież Franciszek przeniósł go na urząd arcybiskupa metropolity Fortalezy.